# 成瀬正虎

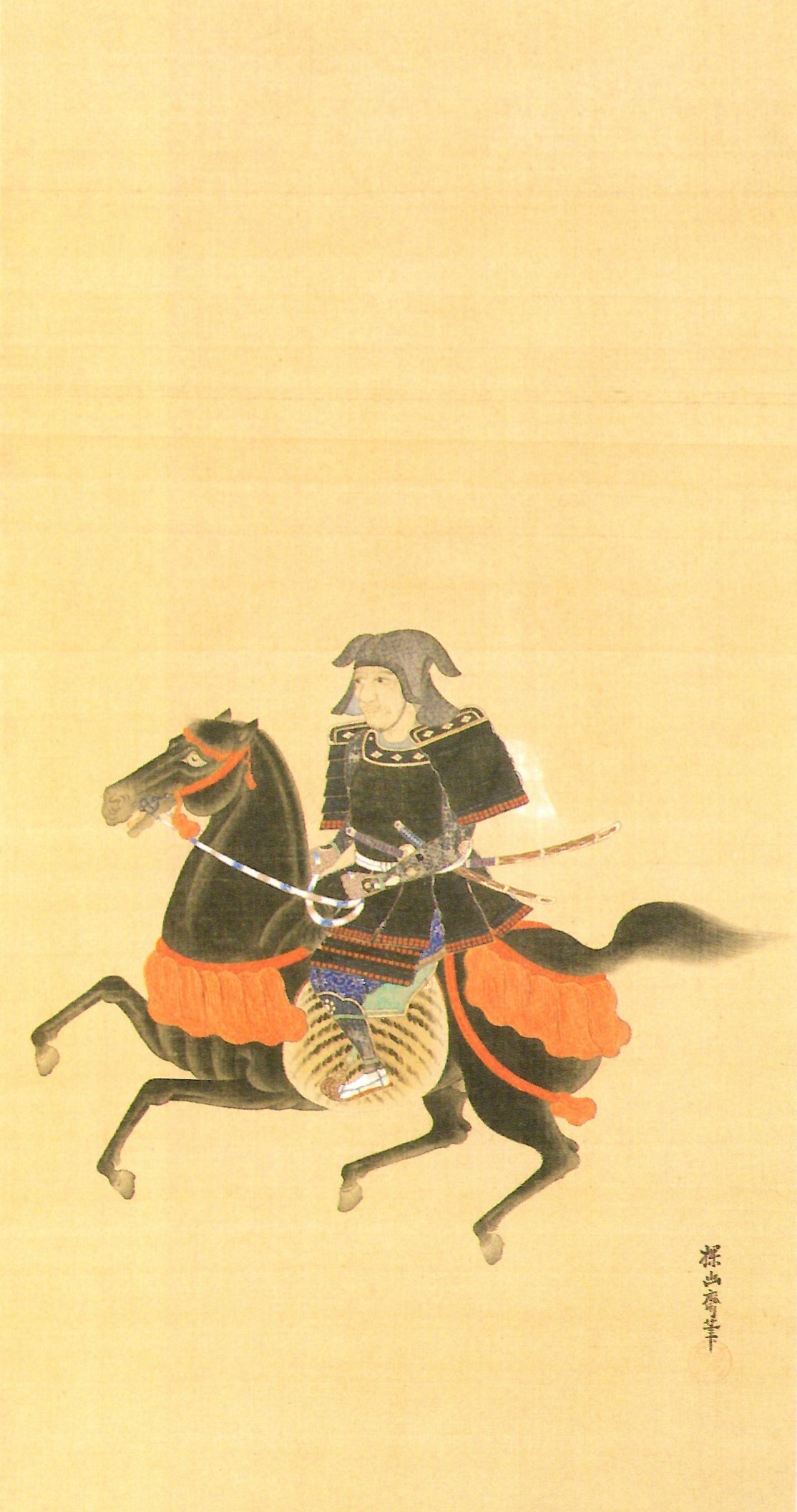
成瀬正虎像（白林寺蔵）

成瀬 正虎（なるせ まさとら、文禄3年（1594年） - 寛文3年5月9日（1663年6月14日））は、尾張犬山藩の第2代当主。
初代当主・成瀬正成の長男。母は森川氏俊の娘。正室は徳川義直の生母相応院の養女。継室も相応院の養女。子は成瀬正親（長男）、寺屋直龍（次男）、娘（板倉重大正室）、娘（志水忠継室）。他に養女（成瀬之虎の娘、小出英知室）。官位は隼人正。
慶長13年（1608年）、徳川秀忠の小姓となり、4000石を与えられた。慶長19年の大坂の陣に従軍し、12月に義直に仕えるように命じられた。元和3年（1617年）、義直が名古屋へ入る時に1000石を加増された。
寛永2年（1625年）3月、父の死去により跡を継ぎ、8月に従五位下・隼人正に任じられた。寛永10年（1632年）、光友が徳川家光に御目見した際には付き添いとなり、家光から左文字の刀を拝領した。寛永3年と10年の義直上洛にも付き添って入洛した。犬山成瀬家は、大名クラスの石高を持ちながらもあくまで尾張藩の附家老であり、大名として認められていなかった。

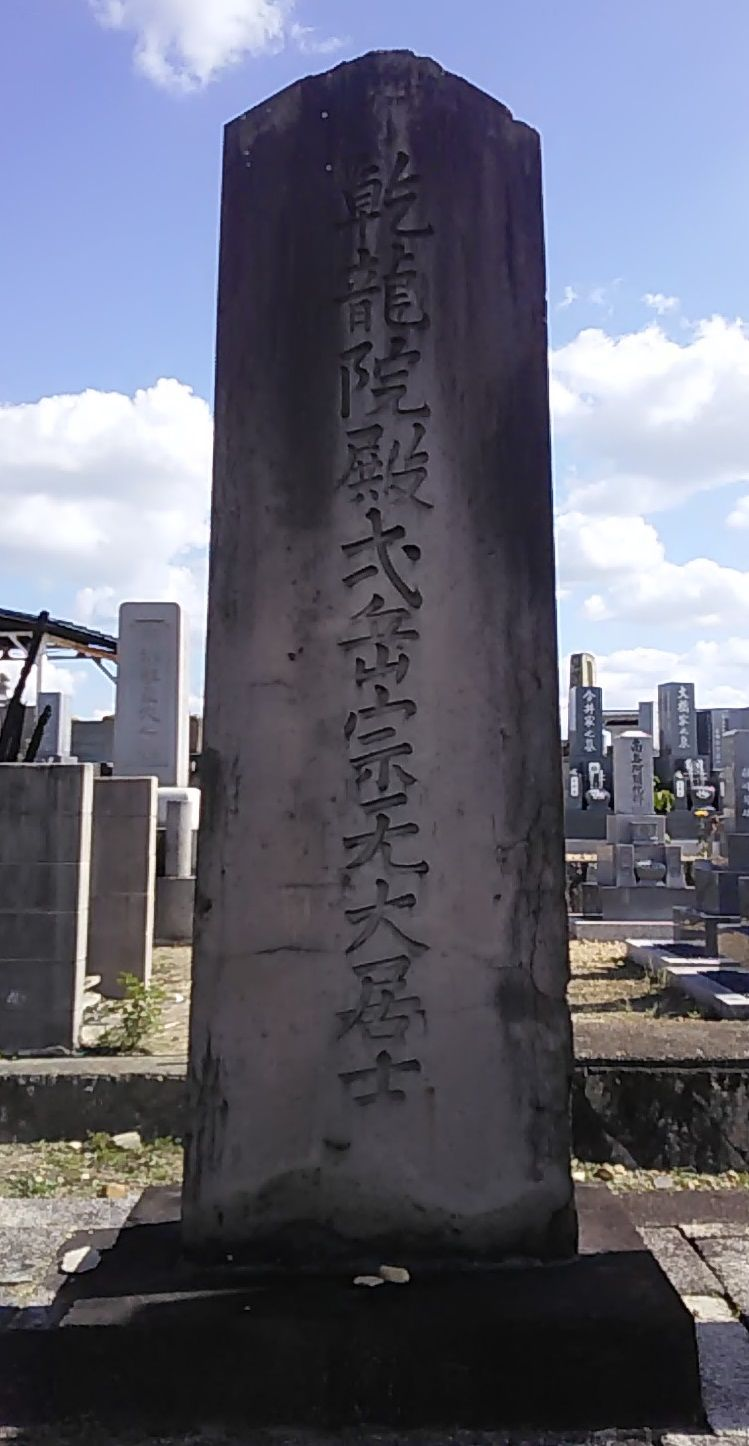
成瀬正虎の墓(名古屋市平和公園)

万治2年（1659年）12月27日に隠居し、長男の正親が跡を継いだ。光友は隠居料5000石を与えようとしたが固辞し、この5000石は正親が拝領した。次男の直龍は寺屋直政の養子となっている。寛文3年（1663年）5月9日に70歳で死去した。法号は乾龍院一岳宗無居士。
成瀬家の菩提寺は臨溪院（愛知県犬山市）や白林寺（名古屋市中区）など複数ある。このうち臨溪院の成瀬家墓所には墓碑がある。また白林寺の墓所は名古屋市の戦災復興土地区画整理事業により平和公園に移動した。
寛永11年（1634年）、狩りを行った義直に大猪が突進してきたのを、鈴木重之と共に身を挺して防いだ話が伝わる。

## 系譜
父母
- 成瀬正成（父）
- 森川氏俊の娘（母）

正室、継室
- 相応院の養女（正室）
- 相応院の養女（継室）

子女
- 成瀬正親（長男）
- 寺屋直龍（次男）
- 板倉重大正室
- 志水忠継室

養女
- 小出英知室 ー 成瀬之虎の娘